# Shushila Tākao
Shushila Tākao (* 4. November 1986 in Christchurch) ist eine neuseeländische Schauspielerin und Model. Bekannt wurde sie in Tatau, Filthy Rich und The Shannara Chronicles.

## Leben und Karriere
Tākao wurde am 4. November 1986 in Christchurch geboren. Sie wuchs in Nelson auf. Tākao ist maorische, indische und französische Abstammung. Ihr Debüt gab sie 2012 in dem Film Sione's 2: Unfinished Business. 2015 bekam sie in der Fernsehserie Tatau die Hauptrolle. Unter anderem trat sie 2014 in dem Film The Last Saint auf. Ihre nächste Hauptrolle bekam sie 2016 in der Serie Filthy Rich. Im selben Jahr war sie in The Shannara Chronicles zu sehen.

## Filmografie (Auswahl)
- 2012: Sione's 2: Unfinished Business (Film)
- 2013: Evil Dead (Film)
- 2014: The Last Saint (Film)
- 2015: Tautau (Fernsehserie, 8 Episoden)
- 2016: The Shannara Chronicles (Fernsehserie, 4 Episode)
- 2016–2017: Filthy Rich (Fernsehserie, 33 Episoden)